# Justine Kielland
Justine Kvaleng Kielland (Bærum, 22 novembre 2002) è una calciatrice norvegese, centrocampista del Wolfsburg e della nazionale norvegese.

## Statistiche

### Presenze e reti nei club
Statistiche aggiornate al 19 giugno 2025.
| Stagione         | Squadra          | Campionato       | Campionato | Campionato | Coppe nazionali | Coppe nazionali | Coppe nazionali | Coppe continentali | Coppe continentali | Coppe continentali | Altre coppe | Altre coppe | Altre coppe | Totale | Totale |
| Stagione         | Squadra          | Comp             | Pres       | Reti       | Comp            | Pres            | Reti            | Comp               | Pres               | Reti               | Comp        | Pres        | Reti        | Pres   | Reti   |
| ---------------- | ---------------- | ---------------- | ---------- | ---------- | --------------- | --------------- | --------------- | ------------------ | ------------------ | ------------------ | ----------- | ----------- | ----------- | ------ | ------ |
| 2018             | Stabæk           | TS               | 8          | 0          | CN              | 1               | 0               | -                  | -                  | -                  | -           | -           | -           | 9      | 0      |
| 2019             | Stabæk           | TS               | 15         | 0          | CN              | 1               | 0               | -                  | -                  | -                  | -           | -           | -           | 16     | 0      |
| 2020             | Stabæk           | 1 Div.           | 18         | 5          | CN              | 1               | 1               | -                  | -                  | -                  | -           | -           | -           | 19     | 6      |
| 2021             | Stabæk           | TS               | 18         | 1          | CN              | 2               | 1               | -                  | -                  | -                  | -           | -           | -           | 20     | 2      |
| 2022             | Stabæk           | TS               | 23         | 2          | CN              | 5               | 0               | -                  | -                  | -                  | -           | -           | -           | 28     | 2      |
| mar-lug. 2023    | Stabæk           | TS               | 16         | 1          | CN              | 1               | 0               | -                  | -                  | -                  | -           | -           | -           | 17     | 1      |
| Totale Stabæk    | Totale Stabæk    | Totale Stabæk    | 98         | 9          | -               | 11              | 2               | -                  | -                  | -                  | -           | -           | -           | 109    | 11     |
| ago.-nov. 2023   | Brann            | TS               | 10         | 0          | CN              | 1               | 0               | UWCL               | 8                  | 3                  | -           | -           | -           | 19     | 3      |
| 2024             | Brann            | TS               | 13         | 1          | CN              | 2               | 0               | -                  | -                  | -                  | -           | -           | -           | 15     | 1      |
| Totale Brann     | Totale Brann     | Totale Brann     | 23         | 1          | -               | 3               | 0               | -                  | 8                  | 3                  | -           | -           | -           | 34     | 4      |
| 2024-2025        | Wolfsburg        | BL               | 10         | 1          | CG              | 1               | 0               | UWCL               | 5                  | 0                  | ST          | 0           | 0           | 16     | 1      |
| Totale Wolfsburg | Totale Wolfsburg | Totale Wolfsburg | 10         | 1          | -               | 1               | 0               | -                  | 5                  | 0                  | -           | 0           | 0           | 16     | 1      |
| Totale carriera  | Totale carriera  | Totale carriera  | 131        | 11         | -               | 15              | 2               | -                  | 13                 | 3                  | -           | -           | -           | 159    | 16     |